# Distretto di Lamduan
Il distretto di Lamduan (in thailandese: อำเภอลำดวน) è un distretto (amphoe) della Thailandia, situato nella provincia di Surin.